# 巴彦街道
巴彦街道是中华人民共和国内蒙古自治区呼和浩特市赛罕区下辖的一个街道办事处。
全国重点文物保护单位万部华严经塔（也称白塔）位于巴彦镇的白塔村。

## 行政区划
巴彦街道下辖以下村级行政区划单位：
民航北社区、益华社区、学苑社区、后罗家营村、罗家营村、黑土凹村、巴彦村、腾家营村、乔家营村、郭家营村、白塔村、舍必崖村、郜独利村和圪老板村。